# Hylte
Hylte is een Zweedse gemeente in de provincie Hallands län. Ze heeft een totale oppervlakte van 1052,4 km² en telde 10.432 inwoners in 2004.

## Plaatsen
| # | Plaats     | Bevolking |
| - | ---------- | --------- |
| 1 | Hyltebruk  | 3 742     |
| 2 | Torup      | 1 239     |
| 3 | Unnaryd    | 760       |
| 4 | Rydöbruk   | 385       |
| 5 | Landeryd   | 372       |
| 6 | Kinnared   | 297       |
| 7 | Brännögård | 148       |
| 8 | Drängsered | 124       |
| 9 | Fröslida   | 80        |

Falkenberg · Halmstad · Hylte · Kungsbacka · Laholm · Varberg